# لیبوش
لیبوش (به چکی: Liboš) یک منطقهٔ مسکونی در جمهوری چک است که در ناحیه اولومووتس واقع شده‌است.
 لیبوش ۴٫۳ کیلومتر مربع مساحت و ۶۲۱ نفر جمعیت دارد و ۲۲۳ متر بالاتر از سطح دریا واقع شده‌است.